# Saya Sakakibara
Saya Sakakibara, née le 23 août 1999 à Gold Coast, est une coureuse cycliste australienne. Spécialiste du BMX, elle est  championne olympique aux Jeux de Paris 2024 et lauréate de la Coupe du monde en 2023 et 2024.

## Biographie
Saya Sakakibara a un père britannique et une mère japonaise et a grandi sur la Gold Coast. Pour ses deux ans, sa famille déménage pour vivre avec ses grands-parents au Japon, pays où ils ont vécu pendant six ans. Durant cette période, elle commence les courses de BMX, suivant l'exemple de son frère aîné Kai. En 2007, la famille déménage à Sydney en Australie, où Saya Sakakibara remporte plusieurs titres chez les jeunes.
Chez les juniors (moins de 19 ans), Sakakibara remporte les championnats d'Australie et d'Océanie en 2016 et 2017. En 2017, elle termine deuxième du championnat du monde de BMX juniors derrière Beth Shriever. En 2016, elle monte pour la première fois sur le podium de la Coupe du monde de BMX, où les élites et juniors s'affrontent dans la même course. En 2018, lors de sa première année chez les élites, elle remporte sa première manche de Coupe du monde et termine deuxième au classement général de cette compétition. Elle atteint la finale des championnats du monde, où elle se classe sixième.
En 2019, elle devient championne d'Océanie de BMX, tout comme son frère dans l'épreuve masculine. Elle remporte également l'épreuve test pour les Jeux olympiques de Tokyo, prévus pour 2020. Après que ceux-ci aient été reportés à 2021 en raison de la pandémie de covid-19, elle dédie sa participation aux Jeux olympiques à son frère Kai, qui avait auparavant subi des lésions cérébrales lors d'un accident en course. Lors de la dernière demi-finale, alors qu'elle est en tête, elle entre en collision avec Alise Willoughby et est éliminée. Les conséquences de la chute la tourmentent pendant plusieurs mois. À la fin de l'année, elle devient championne d'Australie et défend ce titre au cours des deux années suivantes. En 2023, elle remporte les championnats d'Océanie pour la deuxième fois et décroche cinq manches ainsi que le classement général de la Coupe du monde. Aux championnats du monde de 2023 à Glasgow, elle prend la quatrième place.
Lors de la Coupe du monde de BMX 2024, elle gagne quatre des six manches et remporte le classement général avec une large marge. Elle part donc favorite des mondiaux 2024, mais après un mauvais départ, elle termine huitième et dernière de la finale. Aux Jeux olympiques de Paris, elle remporte les sept courses auxquelles elle participe avec une large marge et devient championne olympique.

## Vie privée
Son frère aîné Kai Sakakibara, né en 1996, pratique également le BMX. Il est notamment champion d'Océanie de BMX et quatrième de la Coupe d'Europe de BMX en 2019. Mais en février 2020, il est victime d'un grave accident lors d'une épreuve de Coupe du monde à Bathurst, en Australie, ce qui a entraîné une grave lésion cérébrale. Sa soeur lui a dédié son titre olympique en 2024. Il fait son retour à la compétition en 2025, en pratiquant le paracyclisme sur piste en catégorie C1 (lourd handicap).
Depuis mars 2020, elle est en couple avec Romain Mahieu, médaillé de bronze olympique à Paris en 2024.

## Palmarès en BMX

### Jeux olympiques
- Paris 2024
  -  Championne olympique de BMX

### Championnats du monde
- Rock Hill 2017
  -  Médaillée d'argent du BMX juniors
- Bakou 2018
  - 6e du BMX
- Heusden-Zolder 2019
  - 7e du BMX
- Glasgow 2023
  - 4e du BMX
- Rock Hill 2024
  - 8e du BMX
- Copenhague 2025
  -  Médaillée d'argent du BMX

### Coupe du monde
- 2016 : 13e du classement général
- 2018 : 2e du classement général, vainqueur d'une manche
- 2019 : 8e du classement général
- 2020 : 2e du classement général
- 2023 : 1re du classement général, vainqueur de cinq manches
- 2024 : 1re du classement général, vainqueur de quatre manches

### Championnats d'Océanie
- Auckland 2016
  -  Championne d'Océanie de BMX juniors
- Bathurst 2017
  -  Championne d'Océanie de BMX juniors
- Rotorua 2019
  -  Championne d'Océanie de BMX
- Rotorua 2023
  -  Championne d'Océanie de BMX

### Coupe d'Europe
- 2018 : 4e, vainqueur de 1 manche
- 2019 : 3e du classement général, vainqueur de 1 manche

### Championnats d'Australie
- 2016
  -  Championne d'Australie de BMX juniors
- 2017
  -  Championne d'Australie de BMX juniors
- 2021
  -  Championne d'Australie de BMX
- 2022
  -  Championne d'Australie de BMX
- 2023
  -  Championne d'Australie de BMX

## Distinctions
- Cycliste australienne de l'année - Sir Hubert Opperman Trophy : 2024[7]